# Тянь-Шанський гірський хвойний ліс
Екорегіон гірських хвойних лісів Тянь-Шаню (ідентифікатор Всесвітнього фонду природи WWF: PA0521) охоплює «лісовий пояс» гір Тянь-Шаню – зазвичай північні схили, що отримують достатньо вологи та достатньо теплі для росту дерев. 
Цей хвойний пояс зустрічається в основному на висоті від 1500 до 2700 м. 

## Розташування та опис
Екорегіон простягається мозаїчно на головному гірському хребті Тянь-Шань, приблизно на 2000 км від західного Киргизстану до провінції Сіньцзян у Китаї на сході. 
Смуга хвойних лісів знаходиться на північних схилах, на висотах від мінімум 1500 м (нижче занадто сухо для хвойних рослин) до максимум 2700 м (вище занадто холодно). 
Роз’єднані компоненти екорегіону, як правило, витягнуті вздовж хребтів, висота яких становить у середньому 4000 м, причому одна з більших ділянок огинає озеро Іссик-Куль. 

Загалом ландшафт нижче лісової смуги — степовий, а вище — альпійські луки з подекуди карликовими ялівцями.

## Клімат
Клімат екорегіону є холодним напівпосушливим (Класифікація кліматів Кеппена (BSk)). 
Цей клімат зазвичай характеризується більшою кількістю опадів, ніж у справжній пустелі, а також нижчою температурою. 

## Флора і фауна
Домінуючою хвойною деревиною в цих лісах є ялина азійська (Picea schrenkiana), яка зазвичай росте в насадженнях того ж виду. 
На менших висотах осика зустрічається в суміші з ялиною. 
На більших висотах зустрічаються береза, верба, горобина. 
На менших висотах у межах лісового поясу під кронами дерев зустрічається підлісок із чагарників, трав і різнотрав’я. 